# Igreja de São Pantaleão (Roma)
San Pantaleo ou Igreja de São Pantaleão é uma antiga igreja localizada na praça de mesmo nome no Corso Vittorio Emanuele II, no rione Parione, de Roma, Itália, e dedicada a São Pantaleão. Na mesma praça está o Palazzo Braschi, onde está o Museo di Roma. Já existia uma igreja no local no século XII, mas a atual fachada (1807) é em estilo neoclássico, com interiores em estilo barroco.

## Nomes
As diferentes fontes chamam a igreja de formas diferentes. Entre elas: San Pantaleo de Preta Caroli ou San Pantaleonis de Pretecarolis; San Pantaleo a Pasquino ou San Pantaleo de Muti; San Pantaleonis de Parione or San Pantaleonis in Navona; e San Pantaleone alle Scuole Pie.
Para aumentar a confusão, existia antigamente uma igreja no rione Monti, no Janículo, que era chamada de San Pantaleone alli Pantani ou San Pantaleone in Sebucca (provavelmente com a intenção de escrever "in Suburra"), com variantes como San Pantaleonis Trium Clibanorum ou San Pantaleonis Trium Fornorum.

## História
Segundo os registros, a primeira igreja no local foi fundada no início do século XII. Outros indicam que o fundador teria sido o papa Honório III em 1216. Em 1418, a igreja foi reconstruída por Alessandro Savelli, proprietário de um palácio vizinho. Há indicações de que a igreja estava ligada a um grupo de padres ingleses. Em 1621, foi restaurada pelos padres piaristas (em italiano:  Scuole Pie ou "escolápios") de São José Calasanz, que viviam no convento adjacente, cujas relíquias estão abrigadas numa urna de pórfiro na igreja. Em 1808, com o patrocínio de Giovanni Torlonia, uma nova fachada foi encomendada ao arquiteto Giuseppe Valadier.
Entre as obras de arte no interior, composto por uma nave e duas capelas laterais, estão:
- "Triunfo do Nome de Maria", afresco no teto de Filippo Gherardi.
- "Morte de São José" (1690), atribuído a Sebastiano Ricci.
- "Santos Justo e Pastor", pinturas na sacristia de Pomarancio.
- "Túmulo de Laudomia", filha de Giovanni Brancaleone.
- Outras fontes mencionam a peça-de-altar do altar-mor de Mattia Preti e pinturas de Andrea Pozzo[5].

## Galeria

Imagens da igreja
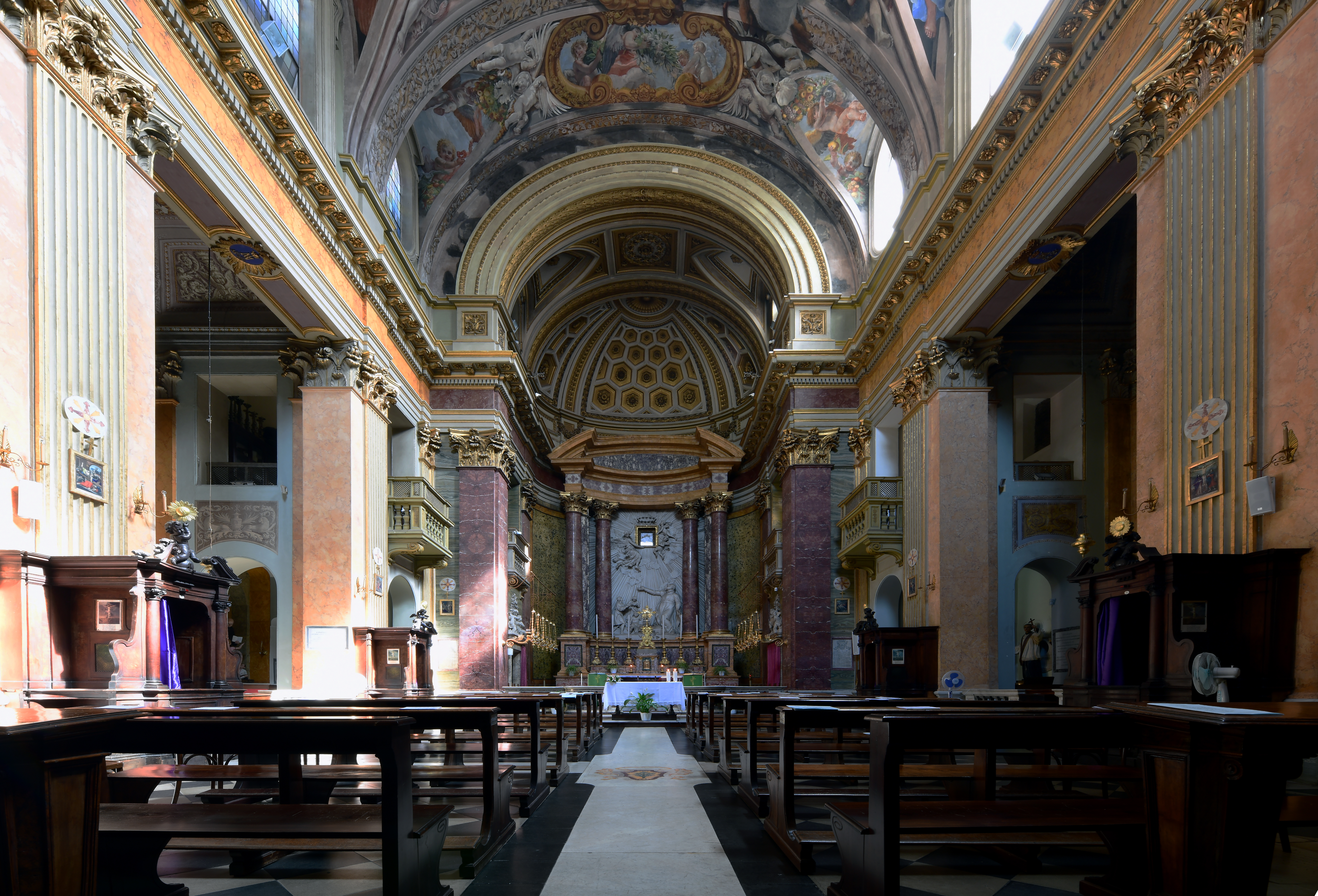
Vista do interior.
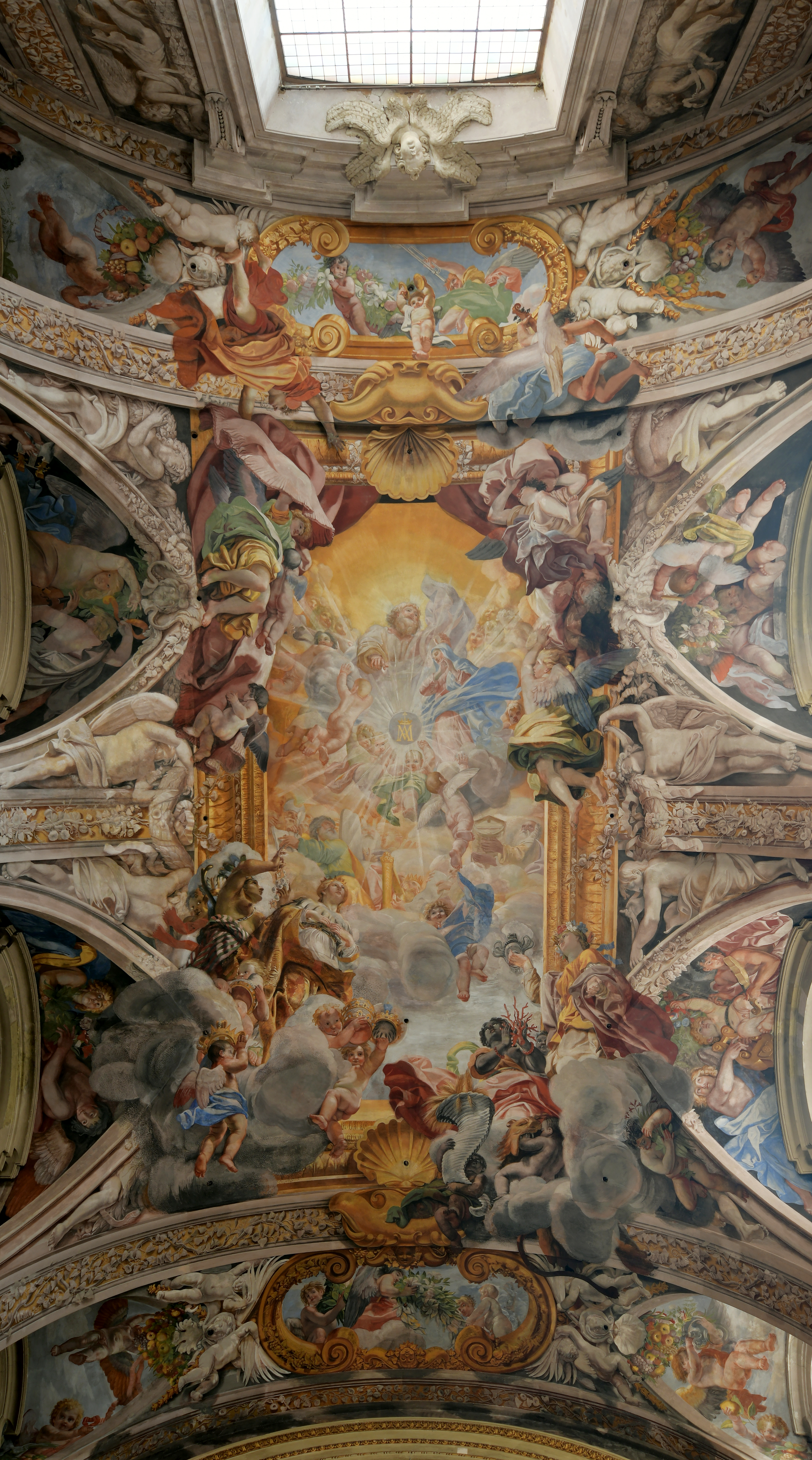
Afresco de Filippo Gherardi.
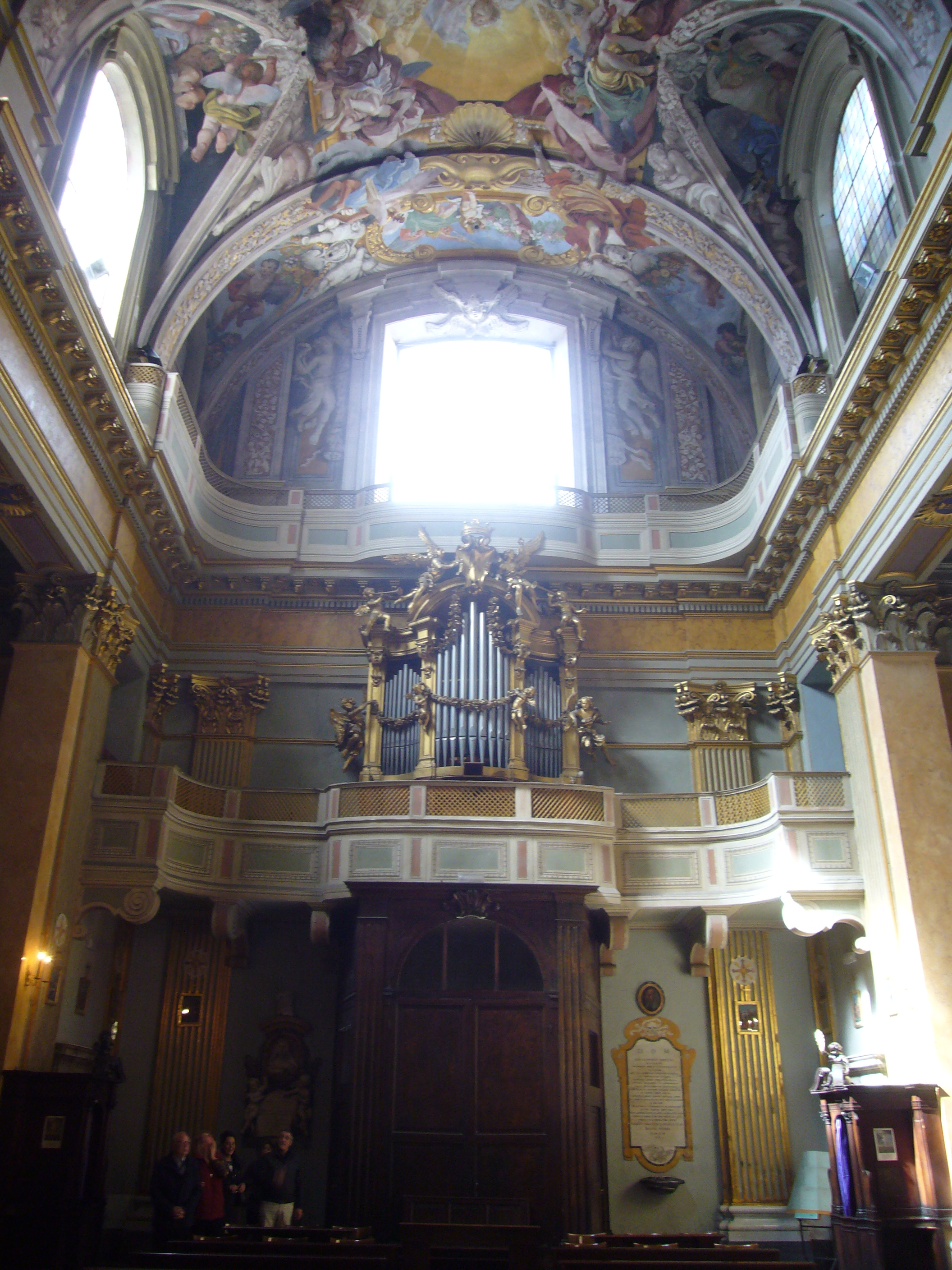
Contra-fachada e o órgão.